# ノロドム
ノロドム（クメール語: ព្រះបាទនរោត្តម / Preah Karuna Preah Norodom Borom Ream Tevaeata, 1834年2月 - 1904年4月24日）はカンボジアの国王（在位：1860年10月19日 - 1904年4月24日）。カンボジア近代史の始まる時期に在位したが、治世の初めは隣国シャムとベトナムから圧迫を受けた。その防御のためフランスに保護を求めた結果、カンボジアはフランス領インドシナに組み込まれることとなったが、ノロドム王のとった行動は、隣国に呑み込まれて消滅する危機からカンボジアを守ったと国民には信じられている。

## 生涯
アン・ドゥオン王の子として生まれ、初めは名をアン・ヴァティといった。異母弟にシソワット（アン・サル）、アン・シヴォタがいる。
1850年、ノロドムとシソワットは父王の命でバンコクへ留学し、タイ語、政治、軍事、仏教や古代パーリ語を学んだ。この間、シャム王室からは厚遇されていたという。学業を終えたノロドムは、タイ語名をフロム・ボリラックと称し、シャム王国軍の軍事顧問となり、後に白象勲章を授与された。
1860年、父王が崩御し、ノロドムが後継者となったが、彼を自国内に留めておきたいシャム宮廷はこれを承認せず、戴冠式は行われなかった。
父王の治世末期、カンボジア国内ではチャム族が反乱を起こしており、即位して間もないノロドム王はこの鎮圧に苦慮させられた。1861年、王位を狙う弟のシヴォタも反乱を起こし、状況が不利と見たノロドム王は危機が迫った首都ウドンからバッタンバンへ脱出、ついでシャムのバンコクへ亡命した。隣国シャムとベトナムはカンボジアが内戦状態になったのを重く見ており、混乱を防ぐためにシャム宮廷はノロドムをカンボジアの支配者と認めることとし、シヴォタの反乱を鎮圧させた上で、1863年、バンコクのワット・ポーで戴冠式が行われた。
しかし、その後もシャムはカンボジアの王冠をバンコクで保管し、ノロドムをバッタンバンに住まわせ（この間もカンボジアの首都はウドンのままであった）、影響力を保持し続けた。
一方、ベトナムはこの頃、南部三省がフランスの植民地（コーチシナ）となり、他の地域もフランス勢力に脅かされていた。1863年8月11日、フランスとカンボジアは「修好、通商及びフランス国の保護に関する条約」を締結した。これにより、カンボジアはフランスの保護国となったが、これはフランスの覇権の一方で、隣国タイやベトナムの圧力に堪りかねたカンボジア側から要請された側面がある（アン・ドゥオン王もフランスに保護を求めていたが、シャムに露見したため取り消したことがあった）。
1866年、ノロドム王はプノンペンに王宮を建設し、首都をウドンから移転させた。現在、プノンペンの観光名所の一つとなっているシルバーパゴダは、ノロドム王により建立されたものである。
1867年7月15日、フランスはシャムと「カンボジア王国の地位を定めるためのフランス国暹羅国間条約」を締結し、カンボジアに対するフランスの保護権を認めさせた。これに伴い、シャムに留め置かれていた王冠がカンボジアに返還され、1868年にノロドム王はフランスのもとで２度目の戴冠式を行った。ノロドム王は1872年に香港やマニラなどを訪問し（このとき、カンボジアに近代音楽が持ち込まれたという）、国内の近代化に努めるなど積極的に統治に取り組んだが、シャムとフランスの覇権争いの合間にあって、その権力基盤は弱かった。
1884年6月17日、フランスのコーチシナ知事シャルル・トムソンが王宮に突如現れ、就寝中だったノロドム王（当時のカンボジアで、就寝中の国王を起こすことは死罪に相当する大罪とされていた）に新しい内容の保護条約締結を迫った。新条約は1867年締結のものとは異なり、カンボジア政府の徴税権・関税権および公共事業実施権をフランスのものとし、国王の権力や国家の主権を名目上のものとする内容であった。「もし署名を断ればどうなるのか？」と尋ねたノロドム王に対し、トムソンは王宮に面したトンレサップ川に集結したフランス軍艦を指さし、「署名しなければ軍艦で連れ去る」と答えたという。
結局、ノロドム王はこの条約に署名せざるを得ず、カンボジアは完全にフランスの支配下に置かれた。カンボジア国内では官吏を中心に反仏感情が高まり、1884～1887年には各地で反乱が相次ぎ、1885年には王弟シヴォタが再び挙兵した。反乱はノロドム王がフランスから譲歩を引き出すことにより沈静化し、ノロドム王はいくらか権力を取り戻した。フランスは、ノロドム王が陰でシヴォタを支援していたのではないかと疑い、警戒と監視を強めた。
1884年 - 1885年の清仏戦争に勝利したフランスは、1887年、大統領令によりトンキン（ベトナム北部、フランス保護領）・アンナン（ベトナム中部、阮朝がフランス保護国として存続）・コーチシナ（ベトナム南部、フランス直轄領）とともにカンボジアをフランス領インドシナの一部に組み込んだ（1893年にはラオスも加わった）。
治世の後半、ノロドム王はフランスの傀儡も同然であった。この間にもフランスはカンボジアの伝統的な習慣を廃し、西洋風に改めていったため、王とフランスの対立は深まっていった。晩年、ノロドム王は息子のユカントール王子を後継者に望んでいたが、ユカントールはフランスと折り合いが悪いため認められなかった。更に、フランスが親仏的な王弟シソワット副王を後継者にしようとしていることを知ったノロドム王は怒り、シャムへ出国した。
1904年、ノロドム王はバンコク滞在中に70歳で死去した。遺体はカンボジアヘ戻され、1906年に仏式により葬られた。後継国王にはフランスの思惑どおり、シソワットが即位した。